# Skinnerova zkouška sněhem
Skinnerova zkouška sněhem (v anglickém originále Skinner's Sense of Snow) je 8. díl 12. řady (celkem 256.) amerického animovaného seriálu Simpsonovi. Scénář napsal Tim Long a díl režíroval Lance Kramer. V USA měl premiéru dne 17. prosince 2000 na stanici Fox Broadcasting Company a v Česku byl poprvé vysílán 1. října 2002 na stanici ČT1.

## Děj
Když se rodina Simpsonových účastní francouzského cirkusu Cirque de Purée, zasáhne Springfield silná bouřka a představení je předčasně ukončeno. Bouře se přes noc změní ve sněhovou bouři, jež vede k uzavření téměř všech místních škol a podniků. Springfieldská základní škola zůstává otevřená, ale dostaví se do ní jen několik žáků a členů učitelského sboru, protože je poslední den před vánočními prázdninami. Aby si ukrátili čas, pustí ředitel Skinner dětem dlouhý, nízkorozpočtový a nekvalitní vánoční film. Když se na konci dne rozloučí s vyučováním, zjistí, že jsou nyní uvězněni v budově kvůli sněhu, který blokuje dveře a okna. 
Vzhledem k tomu, že bouře vyřadila z provozu školní telefon, snaží se Skinner udržet kontrolu nad dětmi a začne rozdělovat dostupné jídlo. Poté, co se Nelson pokusí o útěk a neuspěje, si Skinner prohlíží svou skříňku s památkami ze služby v armádě Spojených států a vzpomíná na dobu, kdy dokázal u svých podřízených vzbuzovat respekt. Skinner pověsí Nelsona za vestu na háček a vyhrožuje, že totéž udělá i ostatním dětem. Bart se však Skinnerovi vzepře a pokusí se dostat ven tunelem. Skinner ho zastaví, ale skončí napůl zasypaný sněhem, když se tunel propadne. Děti zajmou Skinnera a začnou řádit po celé škole. 
Mezitím se Homer a Ned rozhodnou děti zachránit a odklízejí silnice improvizovaným sněžným pluhem, který sestrojí tak, že k přední části Homerova auta připevní část Nedovy střechy. Auto se vymkne kontrole a narazí do požárního hydrantu, jenž vystříkne vodu, která auto zmrazí na místě. Homer se je pokusí vyprostit nastartováním motoru, ale bez úspěchu, a auto se naplní oxidem uhelnatým, který způsobí, že má dvojice divoké halucinace. Skinner vyšle volání o pomoc tak, že dá školnímu křečkovi Nibblesovi vzkaz a zvíře vystrčí z okna. Nibbles si najde cestu k Homerovi a Nedovi, vrátí je zpět do reality a upozorní je na vzniklou situaci. Auto se uvolní a dvojice se rozjede směrem ke škole, ale opět ztratí kontrolu a nabourá do sila naplněného solí v areálu továrny na krekry. Sůl se vysype a rozpustí sníh kolem školy, čímž osvobodí Skinnera a děti. Nečekaně přijíždí inspektor Chalmers, připravený Skinnera za krizi pokárat, ale Skinnerovo tvrzení, že pro to má dobré vysvětlení, ho uklidní a na podrobnosti se neptá. Epizodu uzavírá Líza, která se promění ve velblouda – z důvodu nových Homerových halucinací – a popřeje divákům veselé Vánoce.

## Produkce
Díl napsal Tim Long a režíroval jej Lance Kramer. Poprvé byl odvysílán 17. prosince 2000 na stanici Fox ve Spojených státech. S nápadem na epizodu přišel Long. Jednou v zimě během jeho dětství postihla město Exeter v Ontariu, kde Long žil, sněhová bouře. Ke svému zděšení Long zjistil, že všechny školy kromě Exeterské státní školy, do které chodil, se zavřely. Nakonec Long a jeho spolužáci zůstali se zaměstnanci školy. „Bylo to peklo, ale pak se z toho stala sladká věc,“ řekl, „pár tatínků se odvážilo do mrazu a přivezli nám jídlo na sněžných skútrech. Takže to bylo sladké.“ Dva roky poté, co Long předložil premisu, scenárista Simpsonových Matt Selman předložil děj dílů, jenž se točí kolem návštěvy Simpsonových v Cirque du Purée. „Navrhl jsem (kulisu) Timovi, když jsme se domlouvali na nápadech,“ řekl Selman v komentáři k epizodě na DVD. „A já jsem řekl: ‚Co takhle parodie na Cirque du Soleil?‘.“. Štáb se pak rozhodl oba příběhy spojit a následovala produkce dílu Skinnerova zkouška sněhem.
Aby bylo možné vytvořit věrné ztvárnění cirkusu, požádal režisér Kramer animátory, aby se podívali na představení Cirque du Soleil v Santa Monice, ti však nabídku odmítli. Bez ohledu na to výkonný producent a bývalý šéf pořadu Mike Scully shledal, že animátoři odvedli při animaci této scény „úžasnou“ práci. Protože se epizoda odehrává v zimě, čelili animátoři některým výzvám, které by u jiných epizod neměli. „Prostě to přidává další prvek,“ řekl Kramer o epizodách odehrávajících se v zimě, „lidem se musí ve větru škubat oblečení, pokud fouká. A musíte se ujistit, že sníh je konzistentní. Když je v jedné scéně velká sněhová vločka a v další scéně malinká, kde sněží příliš silně, tak to prostě nebude to fungovat.“. Špatnou kvalitu filmu The Christmas That Almost Wasn't, But Then Was dodalo postprodukční oddělení pod vedením Alexe Duka. „Našemu postprodukčnímu oddělení se nikdy nedostane dostatečného uznání,“ řekl Scully, „ale oni vezmou film a udělají ho celý poškrábaný a vypadá opravdu staře. Vždycky odvedou skvělou práci.“. Ženu ve filmu ztvárnila Tress MacNeilleová, zatímco klauna v Cirque du Purée namluvil Hank Azaria. Píseň, jež hraje, když Homer a Ned jedou do školy, je „Feel Like Makin' Love“ od anglické rockové skupiny Bad Company, o které Homer tvrdí, že ji napsal „jako poctu princezně Di a Dodimu“. Původně chtěl štáb seriálu použít píseň „Rock and Roll All Nite“ od americké rockové skupiny Kiss, ale nepodařilo se jim získat práva na její použití.

## Kulturní odkazy
Ačkoli anglický název dílu odkazuje na detektivní román Cit slečny Smilly pro sníh, žádné další narážky na tuto knihu se v epizodě nevyskytují. V dějišti dílu Simpsonovi navštíví cirkus Cirque du Pure, jenž je odkazem na kanadskou zábavní společnost Cirque du Soleil. Film, který studenti sledují, The Christmas That Almost Wasn't, But Then Was (jehož název je odkazem na film The Christmas That Almost Wasn't z roku 1966), je odkazem na béčkové vánoční filmy s tematikou 50. a 60. let, jako například Santa Claus Conquers the Martians. V rámci filmu má jeden z hobgoblinů podobný hlas jako americký zpěvák Nelson Eddy. Poté, co Skinner zjistí, že jsou uvězněni ve škole, řekne: „Je mi jedno, jestli jsi Kristi Yamaguchiová – nikdo neopustí budovu.“. Podle Longa tuto hlášku napsal buď Dana Gould, nebo George Meyer, oba bývalí scenáristé štábu. Zatímco Milhouse působí ve škole spoušť, lze ho vidět, jak čmárá kníry na obrázky Woodrowa Wilsona a Warrena G. Hardinga, 28., respektive 29. prezidenta Spojených států. Milhouse se také chystal nakreslit knír 27. prezidentovi Williamu Howardu Taftovi, dokud si nevšiml, že už knír má. Zatímco Bart nařizuje Skinnerovi, aby se ponížil, říká „Di, di, mau.“. To je odkaz na dramatický film Lovec jelenů z roku 1978, v němž Vietkong říká tuto větu svým zajatcům. Jednou z knih, které děti spálí ve školní knihovně, je dětský román Johnny Tremain od Esther Forbesové z roku 1944.

## Přijetí
V původním americkém vysílání 17. prosince 2000 získal díl podle agentury Nielsen Media Research rating 8,7, což znamená přibližně 8,8 milionu diváků. V týdnu od 11. do 17. prosince 2000 se epizoda umístila na 33. místě ve sledovanosti, čímž se vyrovnala epizodě sitcomu The Drew Carey Show na stanici ABC.
Od svého odvysílání byla epizoda dvakrát vydána na DVD. Dne 2. listopadu 2004 byla vydána spolu s díly Homer versus důstojnost, Cesta z maloměsta a Patnácté Vánoce u Simpsonů jako součást DVD s názvem The Simpsons – Christmas 2. Dne 18. srpna 2009 byla epizoda opět vydána jako součást DVD s názvem The Simpsons: The Complete Twelfth Season. Na audiokomentáři k dílu se podíleli Matt Groening, Mike Scully, Ian Maxtone-Graham, Tim Long, Matt Selman, David Mirkin, Max Pross a Lance Kramer.
Po vydání na DVD získal díl Skinnerova zkouška sněhem od kritiků převážně pozitivní recenze. 
Ve své recenzi Mac McEntire z DVD Verdict napsal, že ačkoli dává přednost „přízemním“ epizodám, „pobuřující“ díly, jako je Skinnerova zkouška sněhem, jsou těmi, které „vynikají“. Dodal, že díl „poskytuje spoustu solidní komedie“.
Matt Haigh z Den of Geek označil epizodu za „zlatou“ a považuje ji za jeden z nejlepších dílů řady.
Deník The Journal při recenzi DVD setu The Simpsons – Christmas 2 označil díl za „nezapomenutelný“ a John McMurtrie ze San Francisco Chronicle jej uvedl jako „skvělý“.
Elizabeth Skipperová, další recenzentka DVD Verdict, napsala, že většina dílů, které se točí kolem Skinnera, je „tutovkou“ a že Skinnerova zkouška sněhem není výjimkou.
Aaron Beierle a Jason Bailey z DVD Talk uvedli, že díl je jednou z nejlepších epizod řady.
Colin Jacobsson z DVD Movie Guide však epizodu ohodnotil smíšeně a označil ji za „průměrnou“ – ačkoli mu vzpoura dětí proti Skinnerovi připadala zábavná, tvrdil, že premisa nebyla využita naplno. Svou recenzi uzavřel tím, že díl označil za „docela průměrný pořad“.